# Rivière aux Ormes
Rivière aux Ormes är ett vattendrag i Kanada.   Det ligger i provinsen Québec, i den sydöstra delen av landet, 300 km öster om huvudstaden Ottawa.
Omgivningarna runt Rivière aux Ormes är en mosaik av jordbruksmark och naturlig växtlighet. Runt Rivière aux Ormes är det glesbefolkat, med 8 invånare per kvadratkilometer.